# رشید علیایی
رشید علیایی (انگلیسی: Rachid Aliaoui؛ زادهٔ ۱۴ اوت ۱۹۸۶) بازیکن فوتبال اهل فرانسه است.